# Сідань
Сідань (кит. спр. 西单, піньїнь: Xīdān) — вулиця і район, розташовані в Пекіні, КНР, відомі завдяки великому зосередженню торгових центрів і супермаркетів, у яких продаються якісні речі в широкому асортименті.
Знаходиться на захід від площі Тяньаньмень і має в своєму розпорядженні не тільки торгові майданчики, а й розважальні.
При виході з однойменної станції метро можна відразу знайти одну з найбільших у КНР книгарень. У багатоповерховій будівлі можна знайти будь-яку літературу, а перед магазином розташована статуя у вигляді стопки покладених одна на одну книжок.
Сідань включає в себе такі об'єкти:
- Площа Культури (the Xidan Culture Square) — невелика за китайськими мірками площа, з зеленими насадженнями, вимощена мармуровими плитами. Під нею — триповерховий підземний торговий комплекс із широким вибором сувенірів і недорогих стильних речей, а також із ресторанним двориком і ковзанкою зі штучним льодом.
- Північна частина вулиці Сідань (North Xidan Street).